# 드류 구든

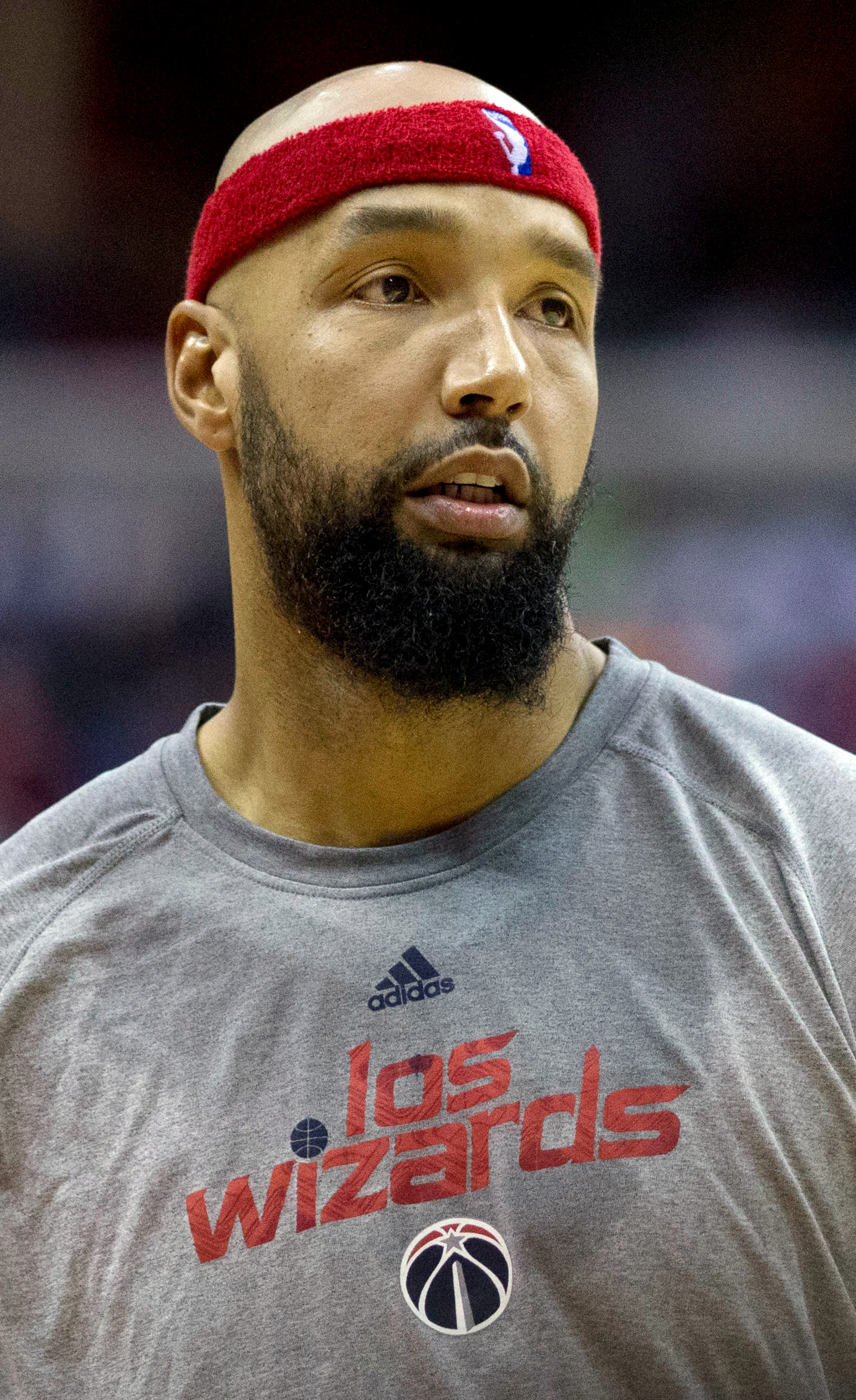
2014년 워싱턴 위저즈에서의 모습

드류 구든(Drew Gooden, 본명: 앤드류 멜빈 구든 3세, Andrew Melvin Gooden III, 1981년 9월 24일 ~ )는 현재 모뉴멘털 스포츠 네트워크(Monumental Sports Network)의 방송인으로 활동하고 있는 미국의 전직 프로 농구 선수이다. 파워 포워드는 전미 농구 협회(NBA)에서 14시즌을 뛰었다. 구든은 캔자스 제이호크스에서 대학 농구를 했으며, 2002년에 컨센서스 1군 올 아메리칸으로 선정되었다. 그는 2002년 NBA 드래프트 1라운드에 멤피스 그리즐리스에 지명된 후 NBA 올루키 퍼스트 팀 영예를 얻었다.

## 프로 경력
- 멤피스 그리즐리스 (2002-2003)
- 올랜도 매직 (2003-2004)
- 클리블랜드 캐벌리어스(2004~2008)
- 시카고 불스 (2008-2009)
- 새크라멘토 킹스 (2009)
- 샌안토니오 스퍼스 (2009)
- 댈러스 매버릭스 (2009-2010)
- 로스앤젤레스 클리퍼스 (2010)
- 밀워키 벅스 (2010-2013)
- 위저즈로 복귀(2014~2016)